# ダフネ・アクハースト
ダフネ・アクハースト（Daphne Akhurst, 1903年4月22日 - 1933年1月9日）は、オーストラリア・シドニー市アシュフィールド出身の女子テニス選手である。全豪選手権（現在の全豪オープン）で女子部門の黎明期に活躍した選手で、女子シングルスで5度、女子ダブルスで5度、混合ダブルスで4度優勝し、総計「14勝」を挙げた。フルネームは Daphne Jessie Akhurst （ダフネ・ジェシー・アクハースト）という。最初はピアニストとして才能を現し、音楽学校を卒業した。音楽教師になった彼女は、テニスは全くの独学であったというが、そのテニスでオーストラリアの歴史の黎明期を築いた。

## 来歴
現在は「全豪オープン」として知られるテニス大会は、1905年に第1回大会が始まったが、最初期の全豪選手権は男子シングルス・男子ダブルスの2部門のみであった。女子シングルス・女子ダブルス・混合ダブルスの3部門は、それから17年後の1922年に第1回の競技が行われた。ダフネ・アクハーストは1924年、第3回大会で女子ダブルスと混合ダブルスの2部門を初制覇した。女子ダブルスではシルビア・ランスと、混合ダブルスではジム・ウィラードとペアを組んで優勝する。1925年の第4回大会で、アクハーストは女子シングルスでも初優勝を飾り、女子シングルス・女子ダブルス・混合ダブルスの3部門制覇（ハットトリック）を達成した。初めての女子シングルス決勝では、第1回大会から4年連続で決勝に進出していたエスナ・ボイドを 1-6, 8-6, 6-4 の逆転で破っている。1926年の第5回大会では、アクハーストは女子シングルス決勝でボイドに連勝して2連覇を果たすが、女子ダブルスと混合ダブルスではタイトルを落とした。（ボイドは第1回大会の1922年から1926年まで、女子シングルスで5年連続準優勝に終わり、ようやく1927年に初優勝を遂げた。）1928年と1929年に、アクハーストは2年連続でハットトリックを成し遂げたが（総計3度）、1928年度の混合ダブルスではフランス「四銃士」の1人として知られるジャン・ボロトラと異色のペアを組んだこともある。
ダフネ・アクハーストの全豪選手権以外の4大大会成績は、全豪で2度目のハットトリックを達成した1928年に全仏選手権でベスト8に入り（大会第4シード、準々決勝でクリストベル・ハーディー（イギリス）に敗退）、ウィンブルドン選手権でベスト4進出（準決勝でリリ・デ・アルバレス（スペイン）に敗退）があった。同年のウィンブルドン選手権混合ダブルスで、アクハーストはジャン・ボロトラとペアを組んで決勝に進出したが、パトリック・スペンス（南アフリカ）＆エリザベス・ライアン（アメリカ）組に 5-7, 4-6 で敗れて準優勝に終わっている。
1930年2月26日、ダフネ・ジェシー・アクハーストは煙草製造業者のロイストン・スタッキー・カズンズ（Royston Stuckey Cozens）と結婚した。1931年の全豪選手権女子ダブルスで「ダフネ・カズンズ夫人」はルイーズ・ビカートンとのペアで2年ぶり4度目の優勝を飾り、これを最後に競技テニスから引退する。夫妻には1人の息子が生まれたが、第2子の妊娠が子宮外妊娠となり、彼女は1933年1月9日に29歳で急死した。その死を悼み、全豪オープンの女子シングルス優勝カップには彼女の名前を冠した「ダフネ・アクハースト・メモリアル・カップ」の名前が与えられた。
ダフネ・アクハーストは2013年に国際テニス殿堂入りを果たした。

## 全豪選手権の成績
- 女子シングルス優勝：5勝（1925年＆1926年、1928年-1930年）
- 女子ダブルス優勝：5勝（1924年＆1925年、1928年、1929年、1931年）　［準優勝1度：1926年］
- 混合ダブルス優勝：4勝（1924年、1925年、1928年、1929年）　［準優勝1度：1926年］